# Stoneobryum bunyaense
Stoneobryum bunyaense là một loài rêu trong họ Orthotrichaceae. Loài này được D.H. Norris & H. Rob. mô tả khoa học đầu tiên năm 1981.